# Clupisoma longianalis
Clupisoma longianalis är en fiskart som först beskrevs av Huang, 1981.  Clupisoma longianalis ingår i släktet Clupisoma och familjen Schilbeidae. Inga underarter finns listade i Catalogue of Life.